# Sztriginói repülőtér
A Sztriginói repülőtér (oroszul: Аэропорт Стригино) nemzetközi repülőtér az oroszországi Nyizsnyij Novgorodban. A város központjától 18 km-re délnyugatra, az Avtozavodszkij kerületben, Sztrigino városrészben található. Kettős hasznosítású repülőtér, ez a bázisa az Orosz Nemzeti Gárda 675-ös különleges rendeltetésű repülőezredének. A repülőteret az Aeroporti Regionov holdinghoz tartozó Mezsdunarodnij aeroport Nyizsnyij Novgorod Nyrt. üzemelteti. Utasforgalma 2014-ben 1,13 millió fő volt, azóta a forgalom visszaesett. 1994-ben kapott nemzetközi státuszt.

## Tömegközlekedési kapcsolat
A repülőtér a Nyizsnyij Novgorod-i metró Park kulturi metróállomásától induló 11-es és 20-as busszal és 46-os és 29-es iránytaxikkal érhető el. Kötöttpályás közlekedési összeköttetése nincs.
2008-ban a városi tanács tárgyalt egy lehetséges vasúti összeköttetésről, amelyet a Moszkvai pályaudvar és a repülőtér között közlekedő villamos motorvonatokkal valósítottak volna meg. Az Oroszországi Vasutak azonban nem volt érdekelt a terv megvalósításában, mert az konkurenciát jelentett volna a Nyizsnyij Novgorod és Moszkva között 2010-ben elindított nagysebességű vasúti közlekedésnek (A vonalon 2010-től 2015-ig Szapszan motorvonatok közlekedtek, 2015-től Sztrizs sorozatú vonatok közlekednek). A 2018-as labdarúgó-világbajnokság Nyizsnyij Novgorod-i helyszíne miatt újra felmerült a repülőtér vasúti összeköttetésének ötlete, ezúttal a moszkvai repülőterek és az orosz főváros közötti vasúti közlekedést biztosító Aeroekszpressz részvételével.

## Forgalom
Az utasforgalom az elmúlt években az alábbi módon változott:
| Utasok száma | 201 000 | 671 000 | 197 672 | 284 520 | 377 000 | 747 165 | 952 089 | 961 491 | 574 305 | 1 200 000 |
|              | 1965    | 1975    | 2005    | 2007    | 2010    | 2012    | 2015    | 2017    | 2020    | 2022      |